# Terapia de vidas passadas
Terapia de vidas passadas (TVP), regressão, regressão de memória consiste em usar hipnose para fazer uma pessoa recuperar aquilo que os praticantes acreditam ser memórias de vidas passadas. Esta prática é considerada uma pseudociência e é amplamente desacreditada pela comunidade médica. Os especialistas geralmente consideram que alegações de memórias de vidas passadas são fantasias, delírios ou um tipo de confabulação.
Segundo o psicólogo Robert Baker, a crença na reencarnação é o principal previsor de que o paciente terá uma memória de vidas passadas durante a terapia de vidas passadas. Um dos casos mais notórios foi o de uma mulher americana que lembrava ter sido Bridey Murphy, e cantava canções irlandesas antigas; quando o caso foi investigado, foi demonstrado que ela lembrava não de uma vida passada, mas da sua infância. O livro The Search for Bridey Murphy detalha esta história.